# László Csiba (Schriftsteller)
László Csiba (* 30. März 1949 in Mosonmagyaróvár) ist ein deutscher Schriftsteller.

## Leben
László Csiba ist gebürtiger Ungar. Er kam 1968 in die DDR und studierte dort Chemie. Seit 1974 war er Bürger der DDR und arbeitete als Chemiker, ab 1978 als Übersetzer und Dolmetscher aus dem Ungarischen. Von 1987 bis 1991 war er Student am Literaturinstitut „Johannes R. Becher“ in Leipzig. Er lebt heute in 
Halle (Saale).
László Csiba begann in den Sechzigerjahren mit dem Verfassen literarischer Texte in 
deutscher Sprache. Sein Werk besteht aus Erzählungen, Lyrik und Hörspielen.
László Csiba ist seit 1994 Mitglied des Verbands Deutscher
Schriftsteller, daneben gehört er dem Förderkreis der Schriftsteller in Sachsen-Anhalt an. 1992 erhielt er ein Aufenthaltsstipendium des Künstlerhaus Schloss Wiepersdorf, 1995 den Förderpreis zum Adelbert-von-Chamisso-Preis und 1996 ein Stipendium der Stiftung Kulturfonds.

## Werke
- Gleichgewichtsstörung, Tübingen 1995
- Durch das Flugloch der Bleistiftspitze, Eggingen 1998
- Das Komma in der Milch, Halle 2001
- Das Lachen der Fische, Halle an der Saale 2003
- Ich liebe zu frühstücken, Halle 2004